# シモノフM1936半自動小銃
シモノフM1936半自動小銃（シモノフM1936はんじどうしょうじゅう、ロシア語：Автоматическая винтовка Симонова образца 1936 года, АВС （Avtomaticheskaya Vintovka Simonova 1936 goda（AVS-36））は、第二次世界大戦中にソビエト連邦で開発された半自動小銃である。

## 開発経緯
20世紀初頭から、各国の軍隊では連続して射撃ができる半自動小銃の開発が進められていた。第一次世界大戦ではロシア軍も、イギリス軍やフランス軍やドイツ軍と混じり参戦していたが、当時のロシアの工業力は低く、各兵器や武器の生産も需要に追いつくことが困難だった。そこで、帝政ロシア軍は兵器の需要不足を外国の兵器を購入することで需要の安定化をはかった。
兵器購入などで海外へ派遣されていた技術員の一人であるフョードロフ大尉は、大日本帝国陸軍製の小銃が使用していた6.5x50mm弾（三八式実包）を参考に半自動小銃の開発を研究していた。これは、小口径のため反動が少ない6.5mm弾はフルオートライフルに使用するには丁度いいサイズであると考えたからである。その後1917年にフョードロフ大尉はフェドロフM1916を開発した。
しかし、ロシア革命や弾薬が赤軍制式の7.62mm口径ではないことなどが重なり、第一次大戦後、約9,000丁生産されただけで終わってしまった。

## シモノフM1936半自動小銃の登場
世界初の突撃ライフルであったフェドロフM1916は、生産は行っていたがロシア革命でドイツとの講和が成立したため、実戦投入の機会は無かった。そのため、軍部内でもこのフェドロフM1916もあまり注目されることがなく、そのまま銃器史の中に埋もれてしまった。
当時、その腕をフョードロフに見出された青年銃技師セルゲイ・シモノフは、フェドロフM1916の開発にライフル試作部の一員として参加していた。そして、1930年頃に試作品が完成、その後改良を重ね1936年にシモノフM1936半自動小銃、別名 AVS（シモノフ自動銃の略）の名前でソ連軍に正式採用された。
当初は半自動（セミオートマチック）と全自動（フルオートマチック）の両方を切換機により制御できる小銃として開発を進めていたが、結局フルオート時では反動が強いため銃のぶれが大きく使えないという理由から、量産型では全自動機能は除外されてしまった。
特徴としては、ガス圧作動式を採用し、銃身の中間あたりの上の部分に穴を空け、そこから発射ガスを導く方式を採用している。使用弾薬は7.62x54mmR弾を使用し、銃剣を装着する事ができた。また、発射時に発射ガスを上に逃がし、コンペンセイター（反動制退器）やフラッシュハイダー（消炎器）を兼ねた機能が銃口に施されている。
弾薬は赤軍（ソビエト連邦軍の前身）の主力小銃であるモシン・ナガンと共通の7.62x54mmR弾が使用された。この弾薬は19世紀に開発された比較的古いもので、リム付きの薬莢を使用していたため、薬室に押しこむ際や発射後に薬室から薬莢を抜き取る際に余計な出っ張りとなり、そのことが原因で薬室内に弾薬が詰まるといった動作不良を度々起こした。作動方式はガス圧作動式であるが、ボルトハンドルが発射のたびに前後に動くため、射手にとっては危険であった。このことから、赤軍内でのシモノフM1936の動作などの信頼性は下がってしまった。

## その後
危険性のある構造や、故障しやすく弾薬も詰まりやすいといった構造のため制式採用後、配備数も部隊に数丁、もしくは余り行き届かなかった。その後、シモノフM1936半自動小銃は第一線部隊からは引き上げられ、後方部隊の警備や狙撃任務にしか使用され無くなっている。
1938年に発生した張鼓峰事件において、日本陸軍によって鹵獲された多くのソ連軍兵器の中に狙撃銃型のシモノフM1936半自動小銃が確認できる。